# Yamango (distrito)
Yamango é um distrito do Peru, departamento de Piura, localizada na província de Morropón.

## Transporte
O distrito de Yamango não é servido pelo sistema de estradas terrestres do Peru.